# كولن غراهام (لاعب كريكت)
كولن غراهام (5 أغسطس 1957 في المملكة المتحدة - ) (بالإنجليزية: Colin Graham)‏ هو لاعب كريكت بريطاني. لعب مع Suffolk County Cricket Club ‏.

## وصلات خارجية
- كولن غراهام على موقع إي آس بي آن كريك إنفو (الإنجليزية)